# Jhonny Baldeón
Jhonny Alejandro Baldeón Parreño (Sangolquí, 15 giugno 1981) è un ex calciatore ecuadoriano, di ruolo attaccante.

## Palmarès

### Club

#### Competizioni nazionali
- Campionato peruviano: 1

Alianza Lima: 2004
- Campionato ecuadoriano: 1

Deportivo Quito: 2009